# Priz ar Yaouankiz
Le Priz ar Yaouankiz est un prix littéraire de littérature pour la jeunesse en langue bretonne, organisé par l'association FEA et l'éditeur breton Keit Vimp Bev depuis 2004. 

## Liens
- Site organisateur  FEA
- Keit Vimp Bev
- Les prix